# Mandana
Mandana, auch Mandane, (Betonung auf der ersten Silbe) ist ein weiblicher Vorname iranischen Ursprungs.

## Namensträgerinnen
- Mandane (* vor 595 v. Chr.), Gemahlin des Perserkönigs Kambyses I.
- Mandana Alavi Kia (* 1962), iranisch-deutsche Performancekünstlerin
- Jana Mandana Lacey-Krone (* 1979), Tierlehrerin und Chefin des Circus Krone
- Mandana Mauss (* 1971), deutsche Rechtsanwältin und Schauspielerin
- Mandana Roozpeikar (* 1978), Schweizer Ethnologin